# Danse macabre (Сен-Санс)
Danse macabre, Op. 40 (укр. Танець смерті) — симфонічна поема французького композитора Каміля Сен-Санса, написана у 1874 році. Прем'єра відбулася 24 січня 1875 року у Парижі під керівництвом Едуара Колонна.
Композиція була написана на основі віршів французького поета Анрі Казаліса.

## Композиція

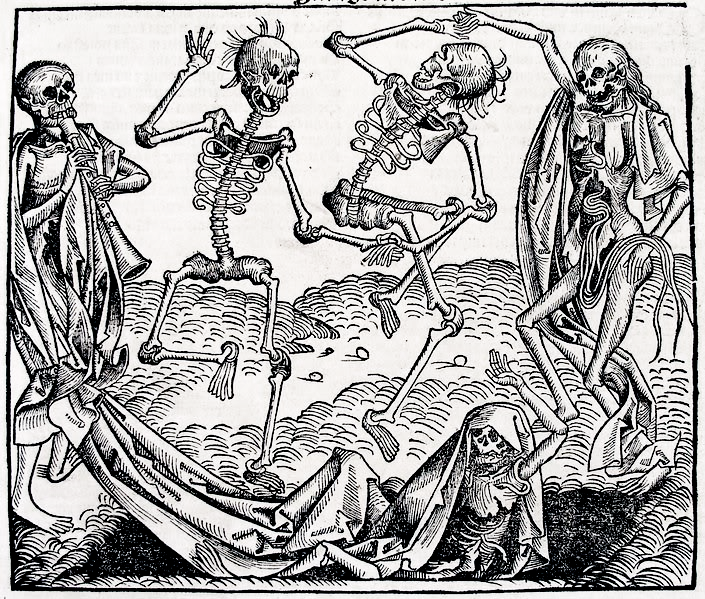
Танець смерті. Міхаель Вольгемут.

Згідно з легендою, «Смерть» з'являється щороку опівночі на Хелловін і викликає мертвих з їхніх могил танцювати для неї, в той час як та грає на скрипці. Скелети танцюють аж поки півень не заспіває на світанку, після чого вони повинні повернутися у свої могили до наступного року. Композиція починається арфою, яка грає одну ноту, D, дванадцять разів (символізує дванадцять ударів опівночі), що супроводжується м'якими акордами струнної секції.
Особливого звучання додає ксилофон, що імітує звуки гуркоту кісток. Сен-Санс використав аналогічний мотив у своїй сюїті «Карнавал тварин» (частина «Викопні»).

## Склад оркестру
- Дерев'яні духові інструменти:

- піколо
- 2 флейти
- 2 гобоя
- 2 кларнета
- 2 фагота

- Мідні духові:

- 4 валторни
- 2 труби
- 3 тромбона
- туба

- Ударні:

- литаври
- ксилофон
- барабан
- тарілки
- трикутник

- Струнні:

- арфи
- скрипки
- альти
- віолончелі
- контрабаси